# Scheloribates parabilis
Scheloribates parabilis är en kvalsterart som beskrevs av Woodring 1965. Scheloribates parabilis ingår i släktet Scheloribates och familjen Scheloribatidae. Inga underarter finns listade i Catalogue of Life.